# Таня Музинда
Таньярадзва Адель Музинда (Tanyaradzwa Adel Muzinda, род. 30 апреля 2004, Хараре) — зимбабвийская гонщица мотокросса. Она была первой женщиной, выигравшей чемпионат по мотокроссу в Зимбабве.

## Жизнь
Музинда родилась в Хараре в 2004 году и начала кататься на мотоцикле, когда ей было пять лет. Её вдохновил её отец Таванда. Мать Музинды зовут Адийон, и у неё трое братьев и сестер.
В 2017 году она упала, повредив бедро, и несколько месяцев ей было трудно ходить. В том же году она участвовала в своей первой заграничной гонке, в чемпионате HL Racing British Master Kids, который проводился на трассе Motoland недалеко от Милденхолла. Ей понравилась гонка, и она заняла третье место.
Чемпионаты по мотокроссу впервые были организованы в Родезии (ныне Зимбабве) в 1957 году. До Музинды ни одна женщина не побеждала в этих чемпионатах. В рамках Africa Union Sports Council Region Five Annual Sports Awards в 2018 году Музинде было присуждено звание спортсменки года среди юниоров Южной Африки. Африканский союз признал её спортсменкой года среди юниоров 2018 года. В конце 2019 года она вместе с семьей переехала во Флориду при поддержке итальянки, трехкратной чемпионки мира по мотокроссу Стефи Бау. Бау стала её менеджером, а отец Музинды продолжал тренировать её (и двух её братьев и сестер). Музинда — почётный посол Европейского союза по делам молодежи, гендерным вопросам, спорту и развитию в Зимбабве.
В 2021 году она была названа одной из 100 женщин Би-би-си. Её выигрыш позволил ей оплатить школьное обучение 100 детей в Хараре.